# Corguinho
Corguinho, amtlich Município de Corguinho, ist eine Stadt im brasilianischen Bundesstaat Mato Grosso do Sul.

## Geografie

### Lage
Die Stadt liegt 86 km von der Hauptstadt des Bundesstaates (Campo Grande) und 1136 km von der Landeshauptstadt (Brasília) entfernt. Nachbarstädte sind Rio Negro, Aquidauana, Rochedo, Bandeirantes und São Gabriel do Oeste.

### Gewässer
Die Stadt steht unter dem Einfluss des Rio Paraná, der zum Flusssystem des Río de la Plata gehört.

### Vegetation
Das Gebiet ist ein Teil der Cerrados (Savanne Zentralbrasiliens).

### Klima
In der Stadt herrscht tropisches Klima (AW). Die durchschnittliche Temperatur liegen zwischen 20 °C und 24 °C. Es fällt zwischen 1000 und 1500 mm Niederschlag jährlich.

## Verkehr
Die Bundesstraße BR-163 geht durch das Stadtgebiet.

## BIP pro Kopf und HDI
Das Bruttosozialprodukt pro Kopf lag 2011 bei 14.879, 2017 bei 18.768,88 Real, der Index der menschlichen Entwicklung (HDI) bei 0,671.